# Anton Moisin
Anton Petru Moisin (n. 9 septembrie 1944, Veștem, județul Sibiu (interbelic) – d. 18 noiembrie 2022, București) a fost un istoric, preot, profesor și pedagog român, membru al Uniunii Scriitorilor din România.

## Biografie
Anton Petru Moisin s-a născut la 9 septembrie 1944, dintr-o veche familie transilvăneană, în localitatea Veștem, din județul Sibiu (interbelic)), fiu al inginerului și prelatului papal Octavian Moisin și al soției acestuia Maria.
A fost fratele senatorulului Ioan Moisin, ales din partea CDR în legislatura 1996-2000.
Licențiat in istorie al Universitatii din Cluj-Napoca, licențiat in filozofie al Universitatii din Bucuresti. 
A avut titlul științific de doctor în istorie.
Este  poet si  prozator, membru în uniuneascriitorilor-filialasibiu.ro
A urmat in secret timp de șase ani, sub regimul comunist, Academia de Teologie "in catacombe" a Bisericii Romane Unite, dănd examenele cu profesorii acesteia de dinainte de anul 1948, tercuți in ilegalitate, absolvind-o cu examen de licență aprobat în secret de IPS Mitropolit Alexandru Todea, care l-a hirotonit în ascuns diacon.
A fost hirotonit după revoluție preot celibatar de către Eminența Sa Cardinalul Alexandru Todea, care i-a încredințat reînființarea cursului de Istorie Bisericească la Institutul Teologic de Grad Universitar din Blaj, unde a predat ca profesor mai mulți ani.
A fost redactor al revistei "Unirea" a Mitropoliei Blajului, reînființată după prigoana comunistă, din care a făcut vreme de cîțiva ani o tribună de luptă pentru restabilirea adevărului istoric si a drepturilor Bisericii Romane Unite martirizate. 
A fondat și a coordonat Noua Mișcare Memorandistă, pentru recunoașterea drepturilor romănilor uniți din Transilvania, mișcare la care au aderat cu semnatură peste 50.000  de memorandiști, și asociații și organizatii, totalizănd în jur de 1.500.000 de membri. 
Opozant ireductibil al regimului comunist , urmărit vreme de peste un sfert de secol in mod intens de organele de Securitate, anchetat in mod repetat, a suferit nenumă  rate umiliri si persecuții.
Anton Moisin a decedat la Oradea, după o lungă și grea suferință, la 18 noiembrie 2022.
Slujba de înmormântare a avut loc la Cimitirul Bellu Catolic, marți 22 noiembrie 2022, la orele 13; slujba a fost prezidată de P.S. Mihai Frățilă, episcop al Eparhiei Române Unite cu Roma, Sf. Vasile cel Mare.

## Lucrări
- Titlurile publicațiilor lui Anton Moisin se regăsesc în cele 2 volume publicate la sfârșitul vieții sale, în anul 2022 :
- TITLURI DE LUCRĂRI PUBLICATE , VOL I, 1.Titluri de cărți ( de la nr.1 la 100) 2, Titluri de studii, articole și comunicări ( de la nr.19 la 1.500) , Editura IMAGO ISBN 978-606-506-241-2
- TITLURI DE LUCRĂRI PUBLICATE, VOL.2, 1.-Titluri de cărți ( de la nr.101 la 200) , 2.-Titluri de studii, articole si comunicări de la nr 1.501 la 2.500 ), Editura IMAGO ISBN 978-606-506-240-5
- Dintre acestea enumerăm:
- Caracterul la elevi, unele tehnici de formare, Opiniile unui profesor diriginte, Editura Didactică și Pedagogică, R.A., București, 1996, ISBN 973-30-3157-8.
- Iubirea adevărată, Editura Galaxia Gutenberg, 2011, ISBN 978-973-141-358-7.
- Călăuza părinților în educarea copiilor, Editura Aramis, 2010, ISBN 978-973-679-787-3.[1]
- Arta educării copiilor și adolescenților în familie și în școala, Editura Didactică și Pedagogică, 2010, ISBN 978-973-30-2854-3.
- Tracii din Transilvania, Editura Dacica, 2009, ISBN 978-606-92035-4-5.
- Roma și romanii în primul mileniu creștin, Editura Galaxia Gutenberg, 2009, ISBN 978-973-141-180-4.
- Istoria Transilvaniei, Volumele I -II, Ed. Polisib și vol. III- V, Editura IMAGO  Sibiu, ISBN 973-98401-5-9, ..
- Mihai Viteazul - O expunere sistematică și completă a luptelor sale, Editura Didactică și Pedagogică, București, 2011, 200 de pagini, ISBN 978-973-30-3101-7
- Minciuna „trecerii” la ortodoxie a românilor uniți, greco-catolici, în anul 1948, Partea I, Victoria, 1998, ISBN 973-98401-3-1
- Marturiile prigoanei contra bisericii romane unite cu Roma, greco-catolice, intre anii 1990-1995, Editura Polsib, Sibiu, 1995, ISBN 973-96736-1-9
- Cei șapte Episcopi greco-catolici români care au pierit în prigoana comunistă, Editura Viața Creștină, Cluj-Napoca, 2010, 267 de pagini ISBN 978-973-674-083-1
- Anton Moisin, Elisabeta-Dunca Moisin, Octavian Moisin, Demnitatea copilului, Editura Presa Bună, Iași, 2013[2].
- Continuitatea si romanizarea dacilor din epoca romana (Sinteza noilor cercetari). Editura Didactica si Pedagogica , Buc. 2009, ISBN;978-606-92035-4-5)
- Anton Moisin (si Ioan Moisin); Un erou al Ardealului: Petru Moisin de Hunedoara (150 de ani de la nastere: 1864-2014)   Editura IMAGO, Sibiu, 2015 ISBN 978-6060-506-069-2
- Invitație la meditație teologică si filozofica prin literatură ( Aforisme di meditații din primăvară anului 2020 si o sinteză specială) -inedite- ISBN 978-606-505-176-7
- Poezii alese, Volumul I și Volumul II (Selectate din 50 de volume scrise în ultimii 50 de ani și publicate în ultimii 10 ani), Ed IMAGO , 2019, ISBN 978-606-506-152-1 și ISBN 978-606-506-156-9